# Villegusien-le-Lac
Villegusien-le-Lac és un municipi francès situat al departament de l'Alt Marne i a la regió del Gran Est. L'any 2007 tenia 718 habitants.

## Demografia

### Població
El 2007 la població de fet de Villegusien-le-Lac era de 718 persones. Hi havia 296 famílies de les quals 88 eren unipersonals (48 homes vivint sols i 40 dones vivint soles), 84 parelles sense fills, 92 parelles amb fills i 32 famílies monoparentals amb fills.
La població ha evolucionat segons el següent gràfic:
Habitants censats

### Habitatges
El 2007 hi havia 430 habitatges, 304 eren l'habitatge principal de la família, 69 eren segones residències i 57 estaven desocupats. 406 eren cases i 17 eren apartaments. Dels 304 habitatges principals, 229 estaven ocupats pels seus propietaris, 57 estaven llogats i ocupats pels llogaters i 18 estaven cedits a títol gratuït; 1 tenia una cambra, 13 en tenien dues, 38 en tenien tres, 62 en tenien quatre i 190 en tenien cinc o més. 237 habitatges disposaven pel capbaix d'una plaça de pàrquing. A 137 habitatges hi havia un automòbil i a 143 n'hi havia dos o més.

### Piràmide de població
La piràmide de població per edats i sexe el 2009 era:
| Homes | Edats   | Dones |
| ----- | ------- | ----- |
| 0     | 95 o +  | 4     |
| 0     | 90 a 94 | 12    |
| 4     | 85 a 89 | 4     |
| 0     | 80 a 84 | 28    |
| 16    | 75 a 79 | 16    |
| 8     | 70 a 74 | 16    |
| 20    | 65 a 69 | 12    |
| 20    | 60 a 64 | 32    |
| 28    | 55 a 59 | 12    |
| 20    | 50 a 54 | 16    |
| 12    | 45 a 49 | 28    |
| 12    | 40 a 44 | 20    |
| 52    | 35 a 39 | 36    |
| 28    | 30 a 34 | 24    |
| 32    | 25 a 29 | 0     |
| 20    | 20 a 24 | 4     |
| 8     | 15 a 19 | 12    |
| 12    | 10 a 14 | 24    |
| 16    | 5 a 9   | 16    |
| 12    | 0 a 4   | 12    |

## Economia
El 2007 la població en edat de treballar era de 437 persones, 319 eren actives i 118 eren inactives. De les 319 persones actives 290 estaven ocupades (155 homes i 135 dones) i 29 estaven aturades (15 homes i 14 dones). De les 118 persones inactives 43 estaven jubilades, 40 estaven estudiant i 35 estaven classificades com a «altres inactius».

### Ingressos
El 2009 a Villegusien-le-Lac hi havia 321 unitats fiscals que integraven 762 persones, la mediana anual d'ingressos fiscals per persona era de 18.101 €.

### Activitats econòmiques
Dels 29 establiments que hi havia el 2007, 2 eren d'empreses extractives, 1 d'una empresa alimentària, 6 d'empreses de fabricació d'altres productes industrials, 4 d'empreses de construcció, 6 d'empreses de comerç i reparació d'automòbils, 3 d'empreses de transport, 3 d'empreses d'hostatgeria i restauració, 2 d'empreses immobiliàries i 2 d'empreses de serveis.
Dels 7 establiments de servei als particulars que hi havia el 2009, 1 era una oficina de correu, 4 tallers de reparació d'automòbils i de material agrícola i 2 guixaires pintors.
L'únic establiment comercial que hi havia el 2009 era una fleca.
L'any 2000 a Villegusien-le-Lac hi havia 15 explotacions agrícoles que ocupaven un total de 1.224 hectàrees.

## Equipaments sanitaris i escolars
El 2009 hi havia una escola elemental.

## Poblacions més properes
El següent diagrama mostra les poblacions més properes.